# Coeliccia albicauda
Coeliccia albicauda är en trollsländeart som först beskrevs av Foerster in Laid och F 1907.  Coeliccia albicauda ingår i släktet Coeliccia och familjen flodflicksländor. IUCN kategoriserar arten globalt som livskraftig. Inga underarter finns listade i Catalogue of Life.